# Heinrich Schmitz (Lehrer)

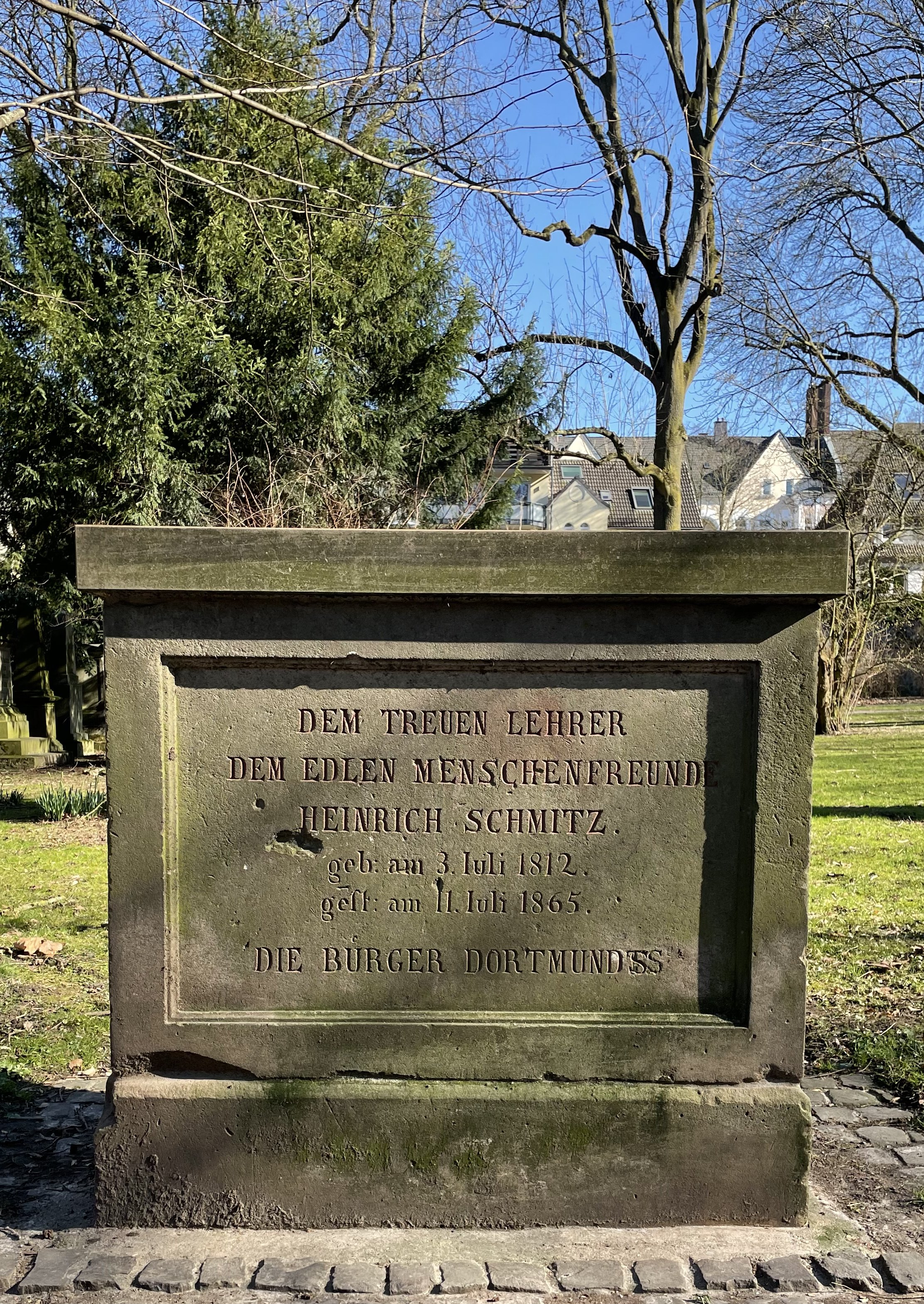
Grabstein von Heinrich Schmitz im Westpark (Dortmund)

Heinrich Schmitz (* 3. Juli 1812 in Romberg, heute Ortsteil von Leverkusen; † 11. Juli 1865 in Dortmund) war ein Lehrer, Lehrbuchautor und Verfechter eines staatlich-kontrollierten Schulwesens. Im Jahr 1855 war Schmitz Mitbegründer der Dortmunder Freimaurerloge Zur alten Linde.
Nach Schmitz ist der Heinrich-Schmitz-Platz im Dortmunder Unionviertel benannt sowie das benachbarte Heinrich-Schmitz-Bildungszentrum. Seit dem Jahr 2012 wird in Dortmund vom Stadtbezirksmarketing Innenstadt-West jährlich der mit 3500 € dotierte Heinrich-Schmitz-Preis an herausragend ehrenamtlich engagierte Jugendliche verliehen.
Der Grabstein von Schmitz steht im Dortmunder Westpark, vormals Westentotenhof. Die Inschrift lautet: „DEM TREUEN LEHRER. DEM EDLEN MENSCHENFREUNDE“.